# Get Out (film)
Pour le court-métrage, voir Get Out.
Pour plus de détails, voir Fiche technique et Distribution.
Get Out est un film d'horreur psychologique américain écrit, coproduit et réalisé par Jordan Peele et sorti en 2017.
Il s'agit du premier film réalisé par Jordan Peele, alors surtout connu pour avoir joué dans la série humoristiques Key & Peele avec Keegan-Michael Key.
Get Out traite du racisme. Daniel Kaluuya interprète Chris Washington, un jeune photographe afro-américain qui partage depuis cinq mois sa vie avec une femme blanche, Rose Armitage, jouée par Allison Williams. Il fait connaissance avec sa belle-famille au cours d'un week end dans leur grande propriété ; Catherine Keener et Bradley Whitford incarnent les parents de Rose. L'atmosphère devient de plus en plus étrange et inquiétante.
Le film reçoit une majorité de critiques positives dans la presse. C'est également un énorme succès commercial : il rapporte 176 millions de dollars aux États-Unis et au Canada et 76 millions de dollars dans le reste du monde, pour un total de 255 millions de dollars de recettes mondiales.
Le film reçoit aussi plusieurs distinctions. Jordan Peele remporte notamment l'Oscar du meilleur scénario original en 2018.

## Synopsis
Dans une banlieue américaine, en pleine nuit, un homme noir, Andre Hayworth, est enlevé par un homme masqué après avoir appelé sa petite amie au téléphone.
Quelques mois plus tard, un photographe noir de Brooklyn, Chris Washington, et sa petite amie blanche, Rose Armitage, sont sur le point de passer un week-end dans l'Upstate New York pour rencontrer les parents de Rose, le neurochirurgien Dean et l'hypnothérapeute Missy. Rose n'a pas dit à ses parents que Chris est noir ; celui-ci est inquiet de la réaction qu'ils pourraient avoir, mais Rose assure que tout ira bien même si elle n'a jamais eu de petit ami noir dans le passé.
Chris est accueilli chaleureusement par Dean et Missy Armitage ; mais Jeremy, le frère de Rose, est agressif. Chris est troublé par le comportement étrange de Walter et Georgina, le jardinier et la gouvernante noire de la famille. La nuit, Chris sort fumer dans le parc de la maison. Il est effrayé par Walter qui fonce en courant sur lui, avant de changer brusquement de direction, tandis que Georgina lui sourit étrangement de sa fenêtre. De retour dans la maison, Chris tombe nez à nez avec Missy, qui lui propose une conversation. Elle lui demande d'évoquer le décès de sa mère, renversée par une voiture alors qu'il avait 11 ans. Pendant qu'ils parlent, Missy l'hypnotise par le son de sa cuillère sur sa tasse de thé et le paralyse, envoyant sa conscience dans un endroit mental profond. Le lendemain, Chris se réveille dans son lit et croit avoir fait un cauchemar, jusqu'à ce qu'il découvre en parlant avec Walter qu'il est bien sorti cette nuit-là, et qu'il a perdu l'envie de fumer grâce à l'hypnose de Missy, qui a bien eu lieu.
Les Armitage donnent ce week-end leur réception annuelle. Plusieurs couples âgés se présentent et sont curieusement fascinés par Chris. Chris rencontre Logan King, un invité noir qui se comporte bizarrement, ce qui le perturbe. Chris appelle son meilleur ami Rodney Williams, un agent de sécurité, pour lui parler de son hypnose et du comportement troublant de tous. Chris photographie King avec son téléphone ; ce dernier est paralysé par le flash, saigne du nez et hurle à Chris de s'enfuir. Selon Dean, King a eu une crise épileptique mais Chris est sceptique. Alors qu'ils se sont éloignés des autres pour faire un tour, Chris insiste auprès de Rose pour qu'ils retournent chez eux, et elle accepte. Pendant ce temps, Dean organise un bingo avec ses invités, qui ressemble à une vente aux enchères. Jim Hudson, un marchand d'art aveugle qui connait le travail de Chris, remporte la vente, dont l'objet n'est autre que Chris lui-même.
Avant le départ, Chris envoie la photo de King à son ami Rodney qui le reconnaît immédiatement : c'est Andre Hayworth, une ancienne connaissance. Alors qu'il plie bagage, Chris ouvre dans la chambre de Rose une boîte qui contient plusieurs photos d'elle avec des petits amis noirs, dont Walter et Georgina. Alarmé, Chris presse Rose, mais celle-ci et sa famille l'empêchent de quitter la maison. Chris tente de fuir mais Missy l'hypnotise et le paralyse. Rodney est inquiet de ne plus recevoir de nouvelles de son ami et découvre qu'Andre est porté disparu depuis quelque temps. Déduisant que la famille Armitage enlève des noirs pour en faire des esclaves sexuels, il prévient la police qui ne le prend pas au sérieux.
Chris se réveille attaché à un fauteuil devant une télévision. Une vidéo révèle le secret de la famille imaginé par Roman Armitage, le grand-père de Rose : fasciné par les Noirs américains depuis que Jesse Owens l'a battu à la course aux Jeux olympiques d'été de 1936, il ne pense pas avoir été battu par un meilleur athlète mais par une meilleure « race ». Il a donc décidé de s'emparer de corps de jeunes Noirs pour profiter de leurs capacités physiques (force et vitesse) qu'il estime supérieures, et de s'en servir comme réceptacles, ou « hôtes », de cerveaux pour ses amis. Dean implante une partie des cerveaux de ses vieux amis à l'intérieur des crânes de jeunes hommes noirs, sélectionnés par Rose, enlevés par Jérémy (comme il l'a fait avec Andre) puis hypnotisés par Missy. Les victimes ne sont donc pas seulement hypnotisées, mais transplantées. Elles servent d'hôtes pour la personnalité de quelqu'un d'autre, tout en ayant encore conscience de ce parasitage et en assistant à une vie qui n'est plus la leur sans pouvoir rien y faire.
Jim Hudson apparaît en direct sur le poste de télévision et indique qu'il souhaite avoir Chris comme hôte, afin de retrouver la vue et voir le monde à travers ses yeux, en plus de récupérer ses capacités physiques. La vidéo reprend les deux objets utilisés par Missy pour le manipuler, la cuillère et la tasse, et s'apprête à l'hypnotiser de nouveau. Alors que Dean prépare l'opération de transplantation dans une salle voisine, Jeremy détache Chris. Mais celui-ci s'est bouché les oreilles avec le rembourrage en coton du fauteuil auquel il était attaché, et a résisté à l'hypnose. Il défonce le crâne de Jeremy avec une boule de billard. Il empale ensuite Dean avec une tête de cerf empaillée et laisse Jim inconscient dans la salle d'opération avec son cerveau exposé. En tombant, Dean provoque un incendie dans la salle d'opération. À l'étage, Chris se confronte à Missy. Tous deux se ruent sur la tasse de thé qui est cassée par Chris, et en viennent aux mains. Missy lui transperce la main avec un poignard, mais Chris l'égorge. Jeremy resurgit du sous-sol, et tente d'étrangler Chris, mais celui-ci lui plante le poignard dans le genou et le met à terre. Il lui défonce le crâne à coup de pieds.
À l'étage, Rose recherche sur Internet une prochaine victime. Ses écouteurs sur les oreilles, elle n'entend pas le bruit du carnage en bas, mais l'odeur de la fumée finit par l'interpeller. Alors que Chris quitte la maison avec la voiture de Jeremy, il renverse Georgina et l'embarque dans la voiture, se sentant coupable de n'avoir empêché la mort de sa mère, événement qui avait resurgi pendant la première séance d'hypnose. Rose sort de la maison avec un fusil de chasse, en murmurant « grand-mère » ; on comprend que Georgina est en fait l'hôte de sa grand-mère. Cette dernière reprend conscience et provoque un accident en arrêtant la voiture qui percute un arbre ; Georgina meurt. Rose tire sur Chris qui est sorti de la voiture, tandis que Walter (le « grand-père ») accourt. Il rattrape Chris, le met à terre, et tente de l'étrangler. Chris utilise le flash de son téléphone portable, ce qui a pour effet de rappeler le vrai Walter. Il emprunte le fusil de chasse à Rose au prétexte de tuer lui-même Chris mais tire dans le ventre de Rose puis se suicide. Chris commence à étrangler sa petite amie blessée, alors qu'elle cherche encore à le manipuler, mais se révèle incapable de la tuer et la laisse quand il entend les sirènes de la police. Rose appelle à l'aide, espérant que Chris sera arrêté. Chris lève les bras mais c'est son ami Rodney, venu le secourir, qui sort de la voiture de police. Ils quittent l'endroit alors que Rose succombe à ses blessures.

## Fiche technique
Sauf indication contraire, les informations mentionnées dans cette section peuvent être confirmées par la base de données cinématographiques IMDb,  présente dans la section « Liens externes ».
- Titre original : Get Out
- Réalisation et scénario : Jordan Peele
- Musique : Michael Abels
- Direction artistique : Rusty Smith
- Décors : Chris Craine
- Costumes : Nadine Haders
- Photographie : Toby Oliver
- Montage : Gregory Plotkin
- Production : Sean McKittrick, Jordan Peele, Edward H. Hamm Jr., Jason Blum
- Sociétés de production : Blumhouse Productions, QC Entertainment et Monkeypaw Productions
- Sociétés de distribution : Universal Pictures
- Budget : 4,5 millions de dollars
- Pays de production :  États-Unis
- Langue originale : anglais
- Format : couleur — 2.35:1 — son Dolby Digital / SDDS / DTS
- Genre : horreur psychologique, thriller, comédie noire
- Durée : 104 minutes
- Dates de sortie[1] :
  - États-Unis : 24 février 2017
  - France : 3 mai 2017
- Classification[2] :
  - États-Unis : R
  - France : interdit aux moins de 12 ans

## Distribution
Sauf indication contraire, les informations mentionnées dans cette section peuvent être confirmées par la base de données cinématographiques IMDb,  présente dans la section « Liens externes ».
- Daniel Kaluuya (VF : Grégory Praet) : Chris Washington
  - Zailand Adams : Chris, âgé de 11 ans
- Allison Williams (VF : Séverine Cayron) : Rose Armitage
- Catherine Keener (VF : Nathalie Stas) : Missy Armitage
- Bradley Whitford (VF : Simon Duprez) : Dean Armitage
- Caleb Landry Jones (VF : Thomas Coumans) : Jeremy Armitage
- Lil Rel Howery (VF : Sébastien Hébrant) : Rodney (Rod) Williams
- Marcus Henderson (VF : Olivier Prémel) : Walter
- Betty Gabriel (VF : Mélanie Dermont) : Georgina
- Lakeith Stanfield (VF : Maxime Van Santfoort) : Andre Hayworth / Logan King
- Stephen Root (VF : François Mairet) : Jim Hudson
- Erika Alexander (VF : Fabienne Loriaux) : inspecteur Latoya

Source et légende : Version française (VF) sur carton du doublage en français

## Production

### Genèse et développement
Ce film est la première réalisation de Jordan Peele. C'est également sa première incursion dans les films horrifiques à suspense, lui qui se consacrait essentiellement à la comédie avant cela avec notamment la série Key & Peele ou le film Keanu. L'idée du film lui est venue après avoir vu un spectacle de stand-up d'Eddie Murphy qui racontait qu'il s'apprêtait à rencontrer les parents de sa petite amie blanche. Il explique « Lorsque je parle de relations interraciales, ça me ramène à un domaine que je connais bien : l’humour. C’est un film qui reflète certaines de mes peurs, et certains problèmes auxquels j’ai été confronté. » Il avoue s'être aussi inspiré de La Nuit des morts-vivants (George A. Romero, 1968) notamment dans la manière dont le film traite de questions raciales sérieuses.
Ce film à petit budget s'inscrit dans la lignée de précédents films d'horreur/thriller produits par Jason Blum et sa société Blumhouse Productions. Certains ont été très lucratifs et ont engendré une ou plusieurs suites : Ouija, Paranormal Activity, Insidious ou encore American Nightmare.

### Tournage
Le tournage a eu lieu en Alabama, notamment à Fairhope et Mobile.

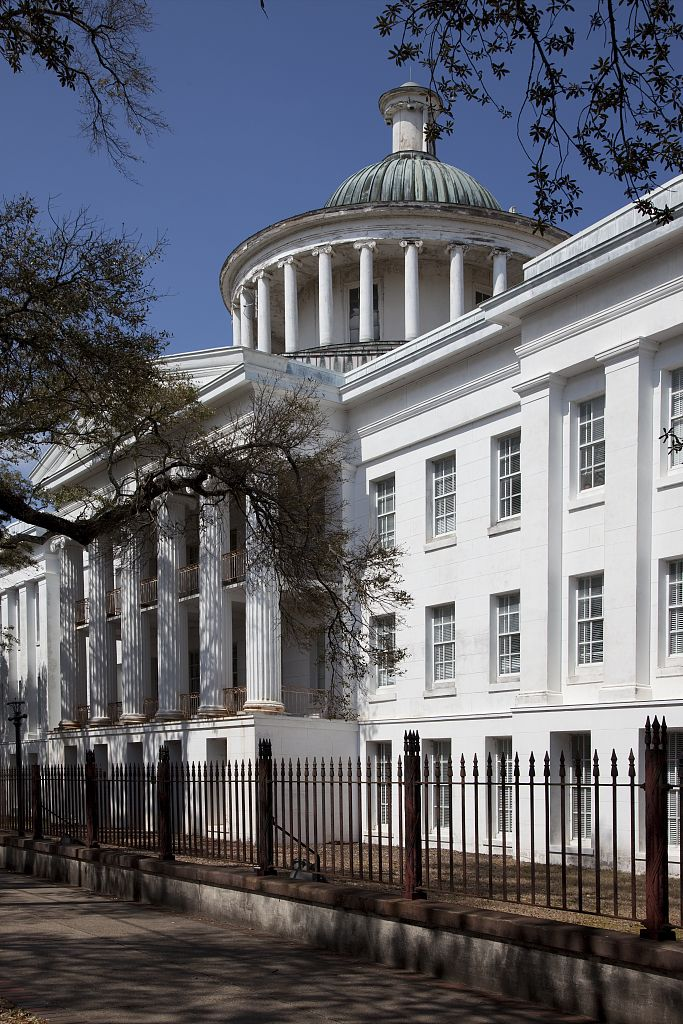
La Barton Academy à Mobile a servi de lieu de tournage

## Accueil

### Accueil critique
Sur Rotten Tomatoes, le film reçoit une note d'approbation de 98 % basée sur 238 critiques, avec une moyenne de 8,3/10. Le consensus critique du site est « Drôle, effrayant, et réfléchi, Get Out tisse de manière transparente ses critiques sociales tranchantes dans une ballade d'horreur/de comédie brillante et efficace ». Sur Metacritic, le film obtient un score de 84 sur 100, basé sur 48 critiques, indiquant une « acclamation universelle ».
Il est largement bien accueilli en France, obtenant une moyenne de 4/5 sur le site Allociné, basé sur 26 critiques collectées.

### Box-office
| Pays ou région        | Box-office        | Date d'arrêt du box-office | Nombre de semaines |
| --------------------- | ----------------- | -------------------------- | ------------------ |
| États-Unis Canada     | 176 040 665 $     | 15 février 2018            | 42                 |
| France                | 1 145 664 entrées | 12 septembre 2017          | 18                 |
| Total hors États-Unis | 79 542 977 $      | 15 février 2018            | 42                 |
| Total mondial         | 255 583 642 $     | 15 février 2018            | 42                 |

Avec son petit budget d'environ 4,5 millions de dollars, Get Out connaît un important succès sur le sol américain en rapportant 176 040 665 $. Il prend même la tête du box-office américain pour sa première semaine d'exploitation. Get Out connaît également un important succès mondial, puisqu'il cumule au total 255 583 642 $ de recettes mondiales.
En France, il est à la deuxième place du box-office français lors de sa première semaine d'exploitation avec un total 465 265 entrées. La semaine suivante, il reste dans le classement hebdomadaire à la troisième position en cumulant 239 606 entrées pour un total de 704 871 entrées. La semaine suivante, il est cinquième en cumulant 157 806 entrées pour un total de 862 677 entrées. La quatrième semaine, il cumule 101 531 entrées pour un total de 964 208 entrées. Get Out dépasse le seuil symbolique du million d'entrées au bout d'un mois d'exploitation, ce qui est assez rare pour un film d'horreur en France. En mai 2017, le film atteint 1 145 664 entrées.

### Distinctions

#### Récompenses
- Oscars 2018 : meilleur scénario original pour Jordan Peele (Peele devient le premier Afro-Américain à recevoir cette récompense. Il est également le premier Afro-Américain à être nommé en tant que réalisateur, producteur et scénariste la même année[15].)
- Independent Spirit Awards[Quand ?] :meilleur film

#### Nominations
- Oscars 2018 :
  - Meilleur film
  - Meilleur réalisateur pour Jordan Peele
  - Meilleur acteur pour Daniel Kaluuya
- Golden Globes 2018 :
  - Meilleur film musical ou une comédie
  - Meilleur acteur dans un film musical ou une comédie pour Daniel Kaluuya
- BAFA 2018
  - Meilleur scénario original pour Jordan Peele
  - Meilleur acteur pour Daniel Kaluuya
- Screen Actors Guild Awards[Quand ?] :
  - Meilleur casting
  - Meilleur acteur pour Daniel Kaluuya